# Genji Monogatari (manga)
Genji Monogatari (あさきゆめみし, Asakiyumemishi) és la versió japonesa manga de l'obra de Murasaki Shikibu Genji Monogatari, creada per Waki Yamato.